# 黄晓同
黄晓同（1933年—2015年8月24日），男，贵州贵阳人，中国指挥家、音乐教育家，上海音乐学院指挥系教授，曾任中国音乐家协会理事。
尽管曾在苏联跟随亞歷山大·高克学习歌剧和交响乐指挥，但黄晓同在1960年学成归国后，当时国内为数不多的乐团均已有指挥，同时上海音乐学院正筹办作曲指挥系，此后一直在上海音乐学院任教，很少亲自指挥音乐会，学生包括日后成为知名指挥家的陈燮阳、谭利华、汤沐海、张国勇、余隆等。